# A Ferencvárosi TC 1914-es őszi szezonja
A Ferencvárosi TC 1914-es őszi szezonja szócikk a Ferencvárosi TC első számú férfi labdarúgócsapatának egy szezonjáról szól. A klub ekkor 15 éves volt.

## Mérkőzések
| Színmagyarázat | Színmagyarázat |
| -------------- | -------------- |
|                | Győzelem.      |
|                | Döntetlen.     |
|                | Vereség.       |

Auguszta serleg
| 1914. szeptember 21. |

| Ferencváros     | 2 – 0       | 33 FC |
| --------------- | ----------- | ----- |
| Weisz Schlosser | Jegyzőkönyv |       |

| Üllői út, Budapest |

| 1914. szeptember 27. |

| Ferencváros          | 6 – 0               | Budapesti AK |
| -------------------- | ------------------- | ------------ |
| Tóth Potya Schlosser | (4 – 0) Jegyzőkönyv |              |

| Üllői út, Budapest |

| 1914. október 11. |

| Ferencváros | 1 – 0       | III. Kerületi TVE |
| ----------- | ----------- | ----------------- |
| Pataki      | Jegyzőkönyv |                   |

| Üllői út, Budapest |

| 1914. október 19. |

| Ferencváros      | 4 – 0       | Budapesti EAC |
| ---------------- | ----------- | ------------- |
| Telkes Schlosser | Jegyzőkönyv |               |

| Üllői út, Budapest |

| 1914. november 1. |

| Ferencváros      | 2 – 0       | Budapesti TC |
| ---------------- | ----------- | ------------ |
| Schlosser Pataki | Jegyzőkönyv |              |

| Üllői út, Budapest |

| 1914. november 15. |

| Ferencváros                 | 5 – 1       | Terézvárosi TC |
| --------------------------- | ----------- | -------------- |
| Schlosser Tóth Potya Pataki | Jegyzőkönyv |                |

| Üllői út, Budapest |

| 1914. november 22. |

| Ferencváros                        | 7 – 0       | MÁV Gépgyár |
| ---------------------------------- | ----------- | ----------- |
| Schlosser Tóth Potya Pataki Borbás | Jegyzőkönyv |             |

| Üllői út, Budapest |

| 1914. november 29. |

| Ferencváros          | 5 – 0               | Magyar AC |
| -------------------- | ------------------- | --------- |
| Tóth Potya Schlosser | (3 – 0) Jegyzőkönyv |           |

| Üllői út, Budapest |

| 1914. december 5. |

| Ferencváros                 | 7 – 0               | Kispest |
| --------------------------- | ------------------- | ------- |
| Pataki Schlosser Tóth Potya | (3 – 0) Jegyzőkönyv |         |

| Üllői út, Budapest |

| 1914. december 8. |

| Ferencváros                               | 6 – 0       | Újpest |
| ----------------------------------------- | ----------- | ------ |
| Tóth Potya Farkas Pataki Borbás Schlosser | Jegyzőkönyv |        |

| Üllői út, Budapest |

| 1914. december 13. |

| Ferencváros                                   | 18 – 0      | ETC |
| --------------------------------------------- | ----------- | --- |
| Schlosser Pataki Tóth Potya Kiss Hegyi Telkes | Jegyzőkönyv |     |

| Üllői út, Budapest |

Egyéb mérkőzés
| 1914. november 8. |

| Ferencváros, BTC vegyes | 1 – 4       | Amateur, Wiener SC vegyes |
| ----------------------- | ----------- | ------------------------- |
| Weisz                   | Jegyzőkönyv |                           |

| Üllői út, Budapest |